# Begonia falciloba
Espèce
Synonymes
- Knesebeckia falciloba (Liebm.) Klotzsch[1]

Begonia falciloba est une espèce de plantes de la famille des Begoniaceae.
Elle a été décrite en 1852 par Frederik Michael Liebmann (1813-1856).